# Фридонија (Њујорк)
Фридонија (енгл. Fredonia) град је у америчкој савезној држави Њујорк.

## Демографија
По попису из 2010. године број становника је 11.230, што је 524 (4,9%) становника више него 2000. године.
| Група             | 2000.          | 2010.          |
| Белци             | 10.194 (95,2%) | 10.279 (91,5%) |
| Афроамериканци    | 109 (1,0%)     | 202 (1,8%)     |
| Азијати           | 113 (1,1%)     | 181 (1,6%)     |
| Хиспаноамериканци | 181 (1,7%)     | 439 (3,9%)     |
| Укупно            | 10.706         | 11.230         |